# Mokokwana
Mokokwana is een dorp in het district Central in Botswana. De plaats telt 356 inwoners (2011).